# Pétalite
La pétalite (connue précédemment sous le nom de castorite) est un minéral appartenant à la famille des silicates. Sa formule chimique est LiAlSi4O10.
La pétalite se présente aplatie sur {010} ou allongée sur {100}. 
La structure consiste en feuillets Si4O10 reliés par des tétraèdres AlO4 et LiO4 : la pétalite est donc fréquemment classée parmi les phyllosilicates, mais d’après Zoltai elle est plutôt un tectosilicate. Elle se distingue du spodumène par le clivage et la densité inférieure.
La pétalite se trouve associée dans les pegmatites avec le spodumène, la tourmaline et la lépidolite. Considérée auparavant comme rare, elle représente actuellement une importante source de lithium à Varutrask (Suède), à Bikita (Zimbabwe) et en Namibie.
En Asie, certains la considèrent comme un symbole de bonheur.